# Standort (Ökologie)
Standort oder Lage ist die zusammenfassende Bezeichnung für die Umweltfaktoren, die auf einen Organismus einwirken. Der Begriff wird vor allem in der Pflanzenbauwissenschaft und Vegetationsökologie verwendet, während man in der Tierökologie von Habitat spricht. Während das Habitat die Umweltbedingungen einer einzelnen Art beschreibt, wird der Begriff des Standorts sowohl auf bestimmte Arten als auch auf ganze Lebensgemeinschaften bezogen. Die Erforschung des Standorts wird auch als Standortkunde und Standortsökologie bezeichnet, ihre örtliche Aufnahme als Standortskartierung.

## Charakterisierung
Der Standort in diesem Sinne beschreibt die ökologische Geländesituation, während der Fundort eines Organismus die konkrete Stelle bezeichnet, an der ein bestimmtes Individuum einer Pflanzen- oder Tierart gefunden worden ist. Ein Synonym für Standort lautet Physiosystem. Ein weiteres Synonym für ausschließlich terrestrische Standorte lautet Geosystem.
Bei der Beschreibung des Standortes (bzw. Habitats) wird vielfach zwischen abiotischen und biotischen Standortsfaktoren (bzw. Umweltfaktoren) unterschieden. In der Vegetationsökologie werden diese beispielsweise zu Faktorenkomplexen zusammengefasst.
- Faktorenkomplex Klima betrachtet Sonnenstrahlung, Ausstrahlung, Niederschlagshöhe, Schneedecke, Luftfeuchtigkeit, Temperatur, Windverhältnisse, Boden als Wärmespeicher u. a. – bei Gebirgsklimata spricht man von extrazonaler Vegetation
- Faktorenkomplex Relief: Hangneigung, Hangrichtung, Kleinrelief, Talgestaltung, Massenerhebung u. a.
- Faktorenkomplex Boden: Boden-Ausgangsgestein, Bodenart, Wassergehalt, Humusart und -menge, Struktur, Kalkgehalt, pH, Nährstoffgehalt, Salzgehalt, Bodenfließen, Grundwasserstand u. v. a. – bei extremen Verhältnissen, die von der „normalen“ Umgebung abweichen, spricht man von azonaler Vegetation
- Faktorenkomplex Mechanische Einflüsse: Blitzschlag, Winddruck, Schnee, Sandgebläse
- Faktorenkomplex Biotische Einflüsse betrachtet Bodenorganismen, pflanzliche Konkurrenten, Beschattung durch andere Pflanzen, Nachlieferung von organischer Substanz durch Pflanzenstreu, Wildtiere, Haustiere, Viehverbiss, Symbionten, Schädlinge, Maßnahmen des Menschen u. a.

Die Bedeutung der einzelnen Standortsfaktoren ist sehr unterschiedlich. In der Regel dominieren abiotische Faktoren (Trockenheit, Kälte, Wind) an Extremstandorten während auf sogenannten mittleren Standorten häufig biotische Faktoren (Licht- und Wurzelkonkurrenz, Fraß u. ä.) begrenzend wirken.
In der Land- und Forstwirtschaft wird der Begriff stark aus Sicht der wirtschaftlichen Nutzung betrachtet, wobei die abiotischen Standortsfaktoren in den Vordergrund treten.
- Klima: Niederschläge (Höhe und Verteilung), Temperatur (klimatische Wasserbilanz), Dauer der Vegetationsperiode, Windbremsung, Kaltluftgefährdung, Spätfrostgefahr, Strahlungsabschirmung, verminderte Abtrocknung mit der Folge höherer Infektionsgefahr durch Pilze
- Relief: Gefahr der Bodenerosion, lateraler Wasserzu- und -abfluss
- Boden: natürliche Nährstoffversorgung, Wasserspeicherung, Staunässe, Grundwasseranbindung, Durchwurzelbarkeit, Wärmespeicherung

Die für einen bestimmten Standort bezeichnenden Faktoren bestimmen beispielsweise, welche Baumarten auf ihm gut wachsen können und welche dort schlechte Voraussetzungen haben. So werden jeder Baumart eigene Standortsansprüche zugeschrieben.
In der forstlichen Planungspraxis ist die Standortskartierung ein wesentliches Planungswerk. Die Standortskartierung erfasst die Wuchsbedingungen eines Waldstandortes hinsichtlich Klima, Wasser- und Nährstoffversorgung sowie Gefährdungen wie z. B. durch Windwurf. Daran orientiert empfiehlt die Standortskartierung geeignete Bestockungen mit Baumarten oder deren Mischungen, die am gegebenen Standort die besten ökologischen und ökonomischen Erfolgsaussichten haben.
In der Landwirtschaft gibt es den Begriff des Agrarökologischer Sonderstandorts. Damit werden solche Standorte bezeichnet, die sich für eine normale landwirtschaftliche Nutzung gerade noch eignen, da sie entweder zu steil, zu trocken, zu feucht oder zu steinig sind.